# سفين كومس
سفين كومس لاعب كرة قدم بلجيكي ولد في 26 فبراير 1988 يمارس في نادي غينت في الدوري البلجيكي للمحترفين.

## روابط خارجية
- سفين كومس على موقع الاتحاد البلجيكي (الإنجليزية)
- سفين كومس على موقع قاعدة بيانات كرة القدم.إي يو (الإنجليزية)
- سفين كومس على موقع Soccerway.com (الإنجليزية)
- سفين كومس على موقع عالم كرة القدم.نت (الإنجليزية)
- سفين كومس على موقع كووورة
- سفين كومس على موقع AS.com (الإسبانية)